# The Shake Spears
The Shake Spears was een muziekband uit Noord-Rhodesië die vanuit België opereerde. 

## Geschiedenis
De groep was aanvankelijk actief in Noord-Rhodesië (het huidige Zambia) onder de naam The Dynamics. De groep verhuisde in 1964 naar België omwille van een sponsordeal met Het Laatste Nieuws. In België aangekomen tekenden ze een contract met het platenlabel Ronnex en veranderden ze hun naam in The Shake Spears, een woordspeling op William Shakespeare. In 1965 scoorden ze een kleine hit met Shake It Over.
Datzelfde jaar verhuisde de groep naar Engeland waar Gene Latter zich aansloot bij de band, een jaar later (in 1966) hadden ze een nieuwe hit met Summertime.
Omstreeks 1968 splitte de band en ging zowel Brian als Gene Latter  solo verder. Eerstgenoemde had een hit met Poinciana dat doorstootte tot een 5de plaats in de Belgische top 30.
In 1977 kwam de groep nogmaals samen en werd er in België (1978 in Nederland) een nieuwe versie van de single Summertime uitgebracht.
Door het hernieuwde succes van de single kwam er in 1978 ook nog een album uit met dezelfde titel: Summertime.

## Discografie

### Albums
| Album met eventuele hitnotering(en) in de Nederlandse Album Top 100 | Datum van verschijnen | Datum van binnenkomst | Hoogste positie | Aantal weken | Opmerkingen |
| ------------------------------------------------------------------- | --------------------- | --------------------- | --------------- | ------------ | ----------- |
| Give It To Me                                                       | 1966                  | -                     | -               | -            |             |
| Summertime                                                          | 1978                  | -                     | -               | -            |             |

### Singles
| Single met eventuele hitnotering(en) in de Nederlandse Top 40 | Datum van verschijnen | Datum van binnenkomst | Hoogste positie | Aantal weken | Opmerkingen                 |
| ------------------------------------------------------------- | --------------------- | --------------------- | --------------- | ------------ | --------------------------- |
| Summertime                                                    | 1978                  | 24-06-1978            | 19              | 5            | Nr. 26 in de Single Top 100 |

| Single met hitnotering(en) in de Vlaamse Ultratop 50 | Datum van verschijnen | Datum van binnenkomst | Hoogste positie | Aantal weken | Opmerkingen                |
| ---------------------------------------------------- | --------------------- | --------------------- | --------------- | ------------ | -------------------------- |
| Shake It Over                                        | 1964                  | 01-01-1965            | 17              | 4            |                            |
| Main Theme From 'The Saint' (met Gene Latter)        | 1966                  | -                     | -               | -            |                            |
| Summertime                                           | 1966                  | 19-03-1966            | 15              | 3            |                            |
| Summertime                                           | 1977                  | 18-03-1978            | 6               | 20           | Nr. 9 in de Radio 2 Top 30 |
| Rock Your Boat (met Gene Latter)                     | 1978                  | 03-06-1978            | 26              | 5            |                            |